# Ocyale grandis
Ocyale grandis là một loài nhện trong họ Lycosidae.
Loài này thuộc chi Ocyale. Ocyale grandis được Mark Alderweireldt miêu tả năm 1996.